# Makuru FC
Makuru FC là một câu lạc bộ bóng đá Quần đảo Solomon, thi đấu ở Honiara FA League.
Đội bóng vô địch Honiara FA League các năm 2004 và 2006–07. Đội còn có tên khác là JP Su'uria.
Đội bóng từ chối tham gia giải đấu mới thành lập Telekom S-League vì lý do tôn giáo bởi họ không muốn thi đấu vào các ngày thứ Bảy.

## Danh hiệu
- Solomon Islands National Club Championship: (0)
- Honiara FA League: (2)

2004, 2007.
- Cúp bóng đá Quần đảo Solomon: (0)

## Thành tích ở các giải đấu OFC
- Giải bóng đá vô địch các câu lạc bộ châu Đại Dương: 1 lần tham gia

Thành tích tốt nhất: Vòng bảng năm 2005
2005: Vòng bảng

## Đội hình hiện tại
Ghi chú: Quốc kỳ chỉ đội tuyển quốc gia được xác định rõ trong điều lệ tư cách FIFA. Các cầu thủ có thể giữ hơn một quốc tịch ngoài FIFA.
| Số | VT | Quốc gia         | Cầu thủ        |
| -- | -- | ---------------- | -------------- |
| 1  | TM | Quần đảo Solomon | Felix Ray Jr.  |
| 2  | TĐ | Quần đảo Solomon | Leslie Kakai   |
| 3  | HV | Quần đảo Solomon | Adika Maeta    |
| 4  | HV | Quần đảo Solomon | John Iani      |
| 5  | HV | Quần đảo Solomon | Moffat Kilifa  |
| 6  | HV | Quần đảo Solomon | Leslie Leo     |
| 7  | TV | Quần đảo Solomon | Alick Maemae   |
| 8  |    | Quần đảo Solomon | Ben Kunua      |
| 9  |    | Quần đảo Solomon | Monystyn Sanga |
| 10 | TĐ | Quần đảo Solomon | Batram Suri    |
| 12 | HV | Quần đảo Solomon | Berry Galokale |

| Số | VT | Quốc gia         | Cầu thủ            |
| -- | -- | ---------------- | ------------------ |
| 13 | TV | Quần đảo Solomon | George Lui         |
| 14 |    | Quần đảo Solomon | George Afia        |
| 15 | TV | Quần đảo Solomon | Max Ruku           |
| 17 | TĐ | Quần đảo Solomon | John Anita         |
| 18 | TV | Quần đảo Solomon | Paul Kakai Jnr.    |
| 19 | TV | Quần đảo Solomon | Robert Mafane      |
| 20 | TM | Quần đảo Solomon | Leon Lekezoto      |
| 21 | HV | Quần đảo Solomon | Derrick Taebo      |
| 22 | HV | Quần đảo Solomon | Nelson Sale Kilifa |
| —  | TV | Quần đảo Solomon | George Aba         |